# Biłgoraj (gemeente)
De gemeente Biłgoraj is een landgemeente in het Poolse woiwodschap Lublin, in powiat Biłgorajski.
Op 31 december 2006 telde de gemeente 12.566 inwoners.

## Oppervlakte gegevens
In 2002 bedroeg de totale oppervlakte van gemeente Biłgoraj 261,41 km², waarvan:
- agrarisch gebied: 35%
- bossen: 59%

De gemeente beslaat 15,58% van de totale oppervlakte van de powiat.

## Demografie
Stand op 30 juni 2004:
| Omschrijving                   | Totaal | Totaal | Vrouwen | Vrouwen | Mannen | Mannen |
| ------------------------------ | ------ | ------ | ------- | ------- | ------ | ------ |
| eenheid                        | aantal | %      | aantal  | %       | aantal | %      |
| inwoners                       | 12 537 | 100    | 6309    | 50,3    | 6228   | 49,7   |
| bevolkingsdichtheid (inw./km²) | 48     | 48     | 24,1    | 24,1    | 23,8   | 23,8   |

In 2002 bedroeg het gemiddelde inkomen per inwoner 1160 zł.

## Administratieve plaatsen (sołectwo)
Andrzejówka, Brodziaki, Bukowa, Ciosmy, Dąbrowica, Dereźnia Solska, Dereźnia-Zagrody, Dyle, Gromada, Hedwiżyn, Ignatówka, Kajetanówka, Korczów, Korytków Duży, Majdan Gromadzki, Nadrzecze, Nowy Bidaczów, Okrągłe, Rapy Dylańskie, Ruda Solska, Smólsko Małe, Smólsko Duże, Sól Druga, Sól Pierwsza, Stary Bidaczów, Wola Dereźniańska, Wola Duża-Wola Mała, Wolaniny.

## Overige plaatsen
Cyncynopol, Dereźnia Majdańska, Edwardów, Jachosze, Podlesie, Ratwica, Ruda-Zagrody, Teodorówka, Zagrody Dąbrowickie, Zagumnie, Żelebsko.

## Aangrenzende gemeenten
Aleksandrów, Biłgoraj, Biszcza, Dzwola, Frampol, Harasiuki, Księżpol, Radecznica, Tereszpol